# Курсулина улица (Београд)
| КУРСУЛИНА · улица | КУРСУЛИНА · улица |
| ----------------- | ----------------- |
|                   |                   |
| Општина           | Врачар            |
| Почетак           | Макензијева улица |
| Крај              | Кичевска улица    |
| Дужина            | 400 m             |
| Ширина            | 10 m              |
| Створена          | пре 1893.         |
| Названа           | 1896.             |
| Стари називи      | Херцеговачка      |
|                   |                   |
|                   |                   |
| Курсулина улица   |                   |

Курсулина улица је улица на Врачару, у Београду. Простире се од Кичевске улице, па до Макензијеве улице. Улица је добила назив по Јовану Курсули, јунаку из Првог српског устанка. Јован Курсула је међу првима приступио устаницима 1804. године. Борио се за ослобођење ужичке и пожешке нахије и војсци Лазара Мутапана Дрини, од 1809. године на Црном врху, 1810. године код Варварина и 1813. године код Делиграда. Тада је рањен и од тих рана је умро.

## Име улице
Ова улица променила је име само једном и то 1896. године. Од 1893. до 1896. године звала се Херцеговачка, а 1896. године променила је име у Кичевску улицу.

## Значајни објекти у овој улици
- Градска управа Врачар
- Библиотека "Петар Кочић"
- Курсулин парк

## Суседне улице
Улицу пресецају следеће улице, по редоследу од Кичевске улице, па до Макензијеве улице:
- Крунска улица
- Његошева улица